# ريك لايلي
ريك لايلي (بالإنجليزية: Rick Lyle)‏ هو لاعب كرة قدم أمريكية أمريكي، ولد في 26 فبراير 1971 في مونرو في الولايات المتحدة.

## وصلات خارجية
- ريك لايلي على موقع مرجع كرة القدم المحترفة.كوم (الإنجليزية)